# Kamienica przy ul. Pańskiej 112 w Warszawie

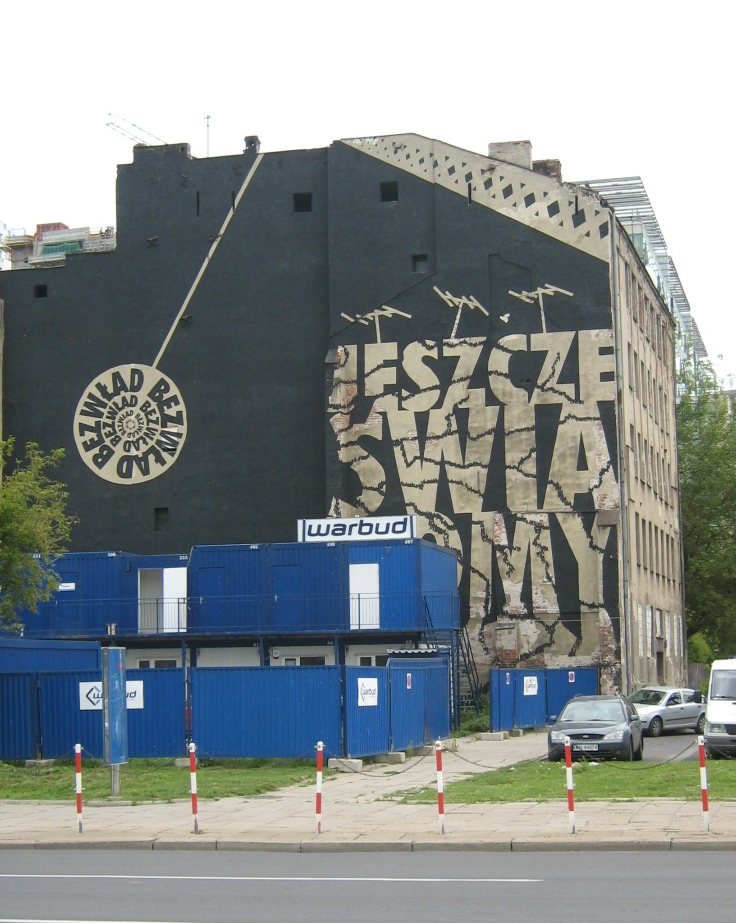
„Bezwład. Jeszcze świadomy”. Mural grupy Twożywo na bocznej ścianie kamienicy

Kamienica przy ul. Pańskiej 112 – budynek, który do 2013 roku znajdował się przy ul. Pańskiej 112, przy rondzie Daszyńskiego, na warszawskiej Woli. 

## Historia
Kamienica została wybudowana krótko przed II wojną światową.
W projekcie planu miejscowego, wyłożonym jesienią 2012 do konsultacji, kamienica została określona jako „budynek zabytkowy, objęty ochroną konserwatorską”. Planiści wnioskowali wtedy projekt zakładający możliwość dobudowy z obu stron nowych obiektów, jednak nie wyższych niż 28 metrów. Plan był na etapie konsultacji i nie został uchwalony.
Budynek został rozebrany w 2013 roku. W jego miejscu w latach 2017−2021 powstał biurowiec Warsaw Unit.

### Mural „Jeszcze świadomy”
Na ślepej ścianie kamienicy od strony ronda Daszyńskiego, w 2008 r., grupa Twożywo wykonała mural. Była to wspólna inicjatywa Mariusza Libela z Grupy Twożywo i Muzeum Powstania Warszawskiego mająca na celu podkreślić powstańcze dylematy i skłonić do refleksji. Powstanie muralu było częścią większej akcji, której kulminacyjnym akcentem był spektakl Hamlet 44 w reżyserii Pawła Passiniego. W momencie powstania był to prawdopodobnie największy mural w Warszawie.